# Tokat (provins)

Karta över Turkiet med Tokat markerat

Tokat är en provins i Turkiet. Den har totalt 828 027 invånare (2000) och en areal på 9912 km². Provinshuvudstad är Tokat.